# 미네타촌
미네타촌(峰田村)은 일본 히로시마현 히바군에 있던 촌이다. 현재의 쇼바라시의 일부에 해당한다.

## 역사
- 1889년 4월 1일 - 정촌제 시행에 의해 미카미군 다카노야마촌이 발족하였다.
- 1898년 10월 1일 - 군의 통합에 의해 히바군군에 소속되었다.
- 1942년 2월 11일 - 혼촌과 합병해 혼다촌이 신설하여 폐지되었다.,

## 참고문헌
- 角川日本地名大辞典 34 広島県
- 『市町村名変遷辞典』東京堂出版、1990年。